# Qormi Ground
Qormi Ground – to stadion piłkarski w mieście Qormi na Malcie. Swoje mecze rozgrywa na nim drużyna piłkarska Qormi FC. Stadion może pomieścić 1 000 widzów.